# Харун, Усама
Усама Харун (фр. Osama Haroun, родился 15 декабря 1976, Марсель) — французский футбольный тренер и функционер алжирского происхождения.

## Биография
В детстве никогда не занимался и не интересовался футболом, но в 21 год он пришел в этот вид спорта. В течение нескольких лет Харун трудился в любительском клубе «Витроль», в котором он занимал тренерские и административные должности.
Затем специалист возглавил команду «Мариньян-Жиньяк-Кот-Блё»: Харун добился вместе с ней нескольких повышений в классе, доведя до шестого французского дивизиона. Успехи молодого наставника не прошли мимо него: он являлся спортивным директором «Мартига» и входил в тренерский штаб «Тулона».
В июне 2021 года Усама Харуна занял должность технического директора сборной Сейшельских островов. В сентябре того же года руководил национальной командой в двух товарищеских матчах против Комор (1:7) и Бурунди (1:8).